# Michelle Giuda
Michelle Selesky Giuda (tên khai sinh là Michelle Mai Selesky; sinh ngày 18 tháng 2 năm 1985) là một doanh nhân và cựu quan chức chính phủ người Mỹ gốc Việt. Tính đến năm 2021, bà là Phó Chủ tịch Điều hành Chiến lược Địa chính trị và Rủi ro tại công ty công vụ Weber Shandwick. Bà từng là Trợ lý Ngoại trưởng Mỹ và quyền Thứ trưởng Bộ Ngoại giao gánh vác việc lãnh đạo công cuộc tái cơ cấu lớn nhất của Bộ Ngoại giao Hoa Kỳ trong suốt 20 năm qua. Ngoài ra bà còn là nhà quán quân thể dục dụng cụ Hiệp hội Thể thao Đại học Quốc gia (NCAA).

## Thân thế và học vấn
Giuda tên khai sinh là Michelle Mai Selesky chào đời ngày 18 tháng 2 năm 1985 ở San Juan Capistrano, California. Mẹ bà đã trốn khỏi Việt Nam vài ngày trước khi Sài Gòn rơi vào tay cộng sản những ngày cuối tháng 4 năm 1975. Cha bà từng gia nhập quân đội Mỹ trong chiến tranh Việt Nam.
Giuda tốt nghiệp Trường Trung học Aliso Niguel ở Aliso Viejo vào năm 2003, rồi về sau ra trường với tấm bằng Cử nhân Khoa học chính trị loại xuất sắc tại Đại học California, Los Angeles (UCLA) vào năm 2007. Năm 2008, Giuda thi lấy bằng Thạc sĩ Nghiên cứu Chuyên môn chuyên ngành quản lý chính trị tại Đại học George Washington.

### Vận động viên thể dục dụng cụ
Năm 2000, Giuda đã giành chức quán quân tiểu bang California qua bài tập nhảy trên sàn và đứng thứ hai trong cuộc thi toàn năng. Bà từng thi đấu một năm ở trường trung học, sau đó độc quyền tập luyện và tham gia tranh tài ở cấp Câu lạc bộ. Giuda được nhận vào đào tạo tại Trung tâm Huấn luyện Thể dục dụng cụ Quốc gia ở Aliso Viejo, California.
Tại UCLA, Giuda là vận động viên thể dục dụng cụ năm thứ tư, hai lần giữ chức đội trưởng. Bà từng là thành viên của Đội tuyển Vô địch Quốc gia UCLA năm 2004 và là người Mỹ bốn lần đạt giải NACGC chuyên nghiệp. Bà còn giành được danh hiệu All-Pac-10 môn nhảy sào. Đồng đội của Giuda bao gồm các vận động viên Olympic như Kristen Maloney, Jamie Dantzscher, Mohini Bhardwaj, Kate Richardson, Tasha Schwikert và Yvonne Tousek.
Năm 2009, Giuda đã có buổi ra mắt khán giả trong một chiến dịch quảng cáo trên đài truyền hình của UCLA nhằm mục đích làm nổi bật sinh viên kiêm vận động viên.

## Nghề nghiệp chuyên môn

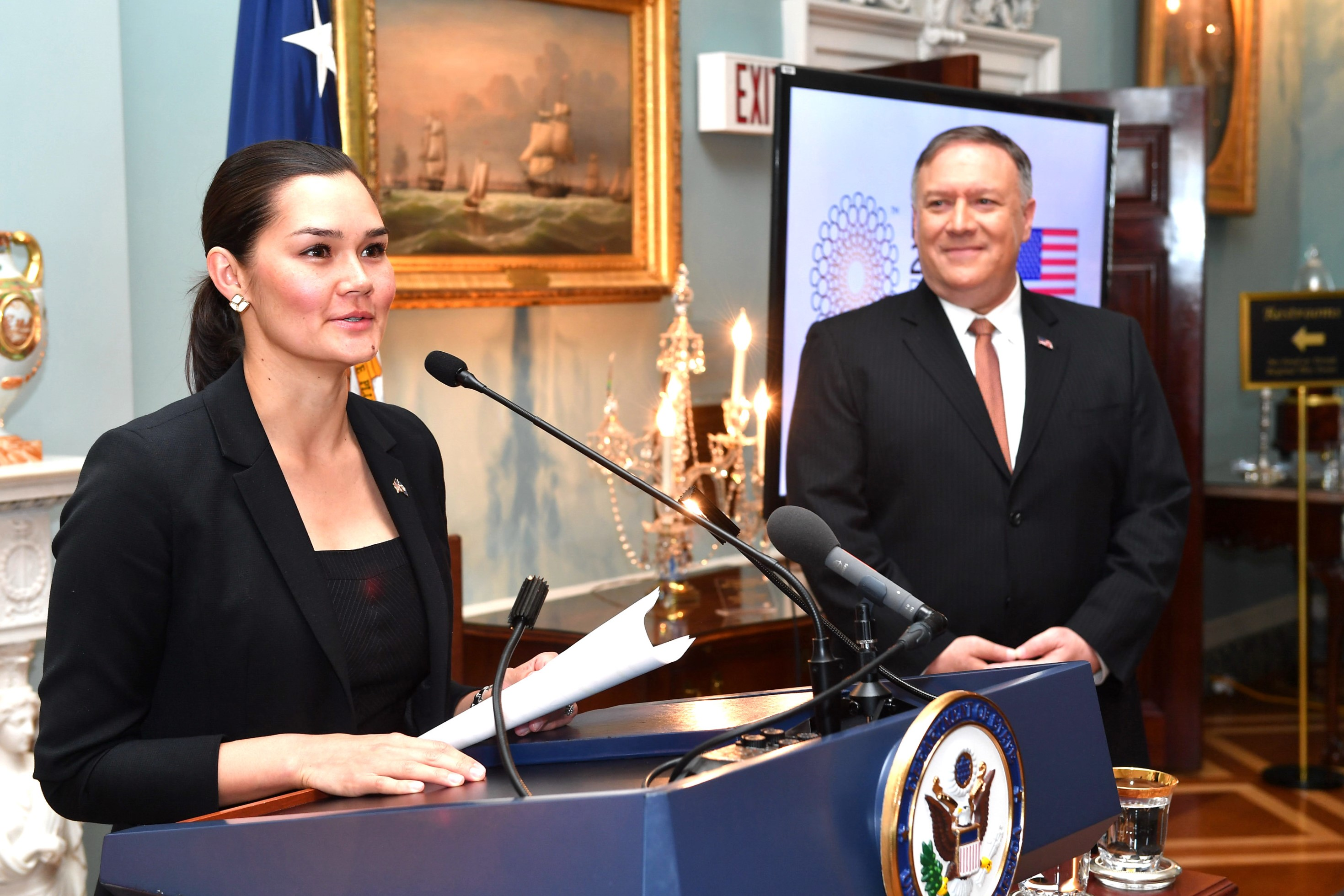
Giuda nói chuyện với Ngoại trưởng Mỹ Michael R. Pompeo tại tiệc chiêu đãi ủng hộ Gian hàng Mỹ tại Expo 2020 tại Bộ Ngoại giao Hoa Kỳ ở Washington D.C. vào ngày 29 tháng 7 năm 2019.

Giuda dành khoảng thời gian suốt năm năm làm việc với tư cách là thành viên cấp cao trong nhóm truyền thông của cựu Diễn giả Newt Gingrich bao gồm cả thời gian là Phó Thư ký Báo chí Quốc gia trong chiến dịch tranh cử tổng thống năm 2012 của ông. Bà còn được hãng tin PR News vinh danh là một trong 30 Ngôi sao đang nổi dưới 30 tuổi vào năm 2015.
Năm 2018, Giuda là Phó Chủ tịch Cấp cao Phụ trách Truyền thông Doanh nghiệp Toàn cầu của Weber Shandwick, thành viên trẻ nhất trong Nhóm Lãnh đạo Toàn cầu gồm 21 người của họ. Năm đó, Trung tâm Phát triển Doanh nghiệp Người Mỹ gốc Á đã vinh danh Giuda là một trong "50 Người Mỹ gốc Á xuất sắc trong lĩnh vực kinh doanh."
Giuda tuyên thệ nhậm chức Trợ lý Bộ trưởng Bộ Ngoại giao về Công vụ vào ngày 3 tháng 2 năm 2018. Ngày 12 tháng 2 năm 2019, bà được bổ nhiệm làm quyền Thứ trưởng Bộ Ngoại giao về Đối ngoại Công chúng và Công vụ. Trên cương vị quyền Thứ trưởng, vào ngày 28 tháng 5 năm 2019, Giuda đã hợp nhất Cục Công vụ và Cục Chương trình Thông tin Quốc tế để tạo thành Cục Công vụ Toàn cầu và đảm nhận chức vụ Trợ lý Bộ trưởng Bộ Ngoại giao về Công vụ Toàn cầu mới được thành lập. Bà vẫn giữ quyền Thứ trưởng cho đến ngày 3 tháng 3 năm 2020 thì chuyển giao lại cho Ulrich Brechbuhl tiếp nhận sự vụ dưới sự ủy thác của chính quyền.
Tháng 3 năm 2020, Giuda trở thành Phó Chủ tịch Điều hành Chiến lược Địa chính trị và Rủi ro tại hãng Weber Shandwick.